# Bahnstrecke Quéroy-Pranzac–Thiviers
| Brücke über die Côle in Saint-Jean-de Côle |                      |                                                            |                                                            |
| Streckennummer (SNCF): | 617 000              |                                                            |                                                            |
| Streckenlänge: | 62,7 km              |                                                            |                                                            |
| Spurweite: | 1435 mm (Normalspur) |                                                            |                                                            |
| Maximale Neigung: | 19 ‰                 |                                                            |                                                            |
| |                      |                                                            |                                                            |
| \| \| \| Bahnstrecke Limoges-Bénédictins–Angoulême v. Angoulême \| \| \| \| 504,516 \| Le Quéroy-Pranzac \| 118 m \| \| \| \| Bahnstrecke Limoges-Bénédictins–Angoulême n. Limoges \| \| \| \| 509,860 \| Chazelles \| 95 m \| \| \| 514,920 \| Bandiat \| Bandiat \| \| \| 517,762 \| Marthon \| 108 m \| \| \| 524,511 \| Varaignes \| 120 m \| \| \| 528,457 \| Javerlhac \| 127 m \| \| \| 529,350 \| Bandiat (22 m) \| Bandiat (22 m) \| \| \| 533,356 \| Saint-Martin-le-Pin \| 137 m \| \| \| 538,130 \| Viaduc du Refuge (Bandiat) (131 m) \| Viaduc du Refuge (Bandiat) (131 m) \| \| \| 539,461 \| Nontron \| 182 m \| \| \| 539,600 \| Bandiat (168 m) \| Bandiat (168 m) \| \| \| 541,100 \| Tunnel de Nontron (444 m) \| Tunnel de Nontron (444 m) \| \| \| 547,470 \| Saint-Pardoux-la-Rivière \| 155 m \| \| \| ~547,700 \| Tramways de la Dordogne (TD) Perigueux–Saint-Mathieu \| Tramways de la Dordogne (TD) Perigueux–Saint-Mathieu \| \| \| 548,110 \| Dronne (108 m) \| Dronne (108 m) \| \| \| 552,858 \| Milhac-de-Nontron \| 196 m \| \| \| \| Côle \| \| \| \| 560,143 \| Saint-Jean-de-Côle \| 163 m \| \| \| 564,500 \| Ende der Entwidmung \| Ende der Entwidmung \| \| \| 565,200 \| Carrière de Planeaulx \| Carrière de Planeaulx \| \| \| \| Bahnstrecke Limoges-Bénédictins–Périgueux von Limoges-B. \| \| \| \| \| Bahnstrecke Saint-Yrieix-La-Perche–Thiviers (Meterspur) \| \| \| \| 567,250 \| Thiviers \| 253 m \| \| \| \| Bahnstrecke Limoges-Bénédictins–Périgueux nach Périgueux \| \| \| \| \| Bahnstrecke Thiviers–Saint-Aulaire nach Brive-la-Gaillarde \| \| |                      |                                                            |                                                            |
| Strecke (außer Betrieb) |                      | Bahnstrecke Limoges-Bénédictins–Angoulême v. Angoulême     | Bahnstrecke Limoges-Bénédictins–Angoulême v. Angoulême     |
| Bahnhof (Strecke außer Betrieb) | 504,516              | Le Quéroy-Pranzac                                          | 118 m                                                      |
| Abzweig geradeaus und nach links (Strecke außer Betrieb) |                      | Bahnstrecke Limoges-Bénédictins–Angoulême n. Limoges       | Bahnstrecke Limoges-Bénédictins–Angoulême n. Limoges       |
| Bahnhof (Strecke außer Betrieb) | 509,860              | Chazelles                                                  | 95 m                                                       |
| Brücke über Wasserlauf (Strecke außer Betrieb) | 514,920              | Bandiat                                                    | Bandiat                                                    |
| Bahnhof (Strecke außer Betrieb) | 517,762              | Marthon                                                    | 108 m                                                      |
| Bahnhof (Strecke außer Betrieb) | 524,511              | Varaignes                                                  | 120 m                                                      |
| Bahnhof (Strecke außer Betrieb) | 528,457              | Javerlhac                                                  | 127 m                                                      |
| Brücke über Wasserlauf (Strecke außer Betrieb) | 529,350              | Bandiat (22 m)                                             | Bandiat (22 m)                                             |
| Bahnhof (Strecke außer Betrieb) | 533,356              | Saint-Martin-le-Pin                                        | 137 m                                                      |
| Brücke über Wasserlauf (Strecke außer Betrieb) | 538,130              | Viaduc du Refuge (Bandiat) (131 m)                         | Viaduc du Refuge (Bandiat) (131 m)                         |
| Bahnhof (Strecke außer Betrieb) | 539,461              | Nontron                                                    | 182 m                                                      |
| Brücke über Wasserlauf (Strecke außer Betrieb) | 539,600              | Bandiat (168 m)                                            | Bandiat (168 m)                                            |
| Tunnel (Strecke außer Betrieb) | 541,100              | Tunnel de Nontron (444 m)                                  | Tunnel de Nontron (444 m)                                  |
| U-Bahn-Kopfbahnhof Streckenanfang · Bahnhof (Strecke außer Betrieb) | 547,470              | Saint-Pardoux-la-Rivière                                   | 155 m                                                      |
| U-Bahn-Abzweig quer und nach links (Strecke außer Betrieb) · Kreuzung geradeaus oben · U-Bahn-Strecke quer | ~547,700             | Tramways de la Dordogne (TD) Perigueux–Saint-Mathieu       | Tramways de la Dordogne (TD) Perigueux–Saint-Mathieu       |
| Brücke über Wasserlauf (Strecke außer Betrieb) | 548,110              | Dronne (108 m)                                             | Dronne (108 m)                                             |
| Bahnhof (Strecke außer Betrieb) | 552,858              | Milhac-de-Nontron                                          | 196 m                                                      |
| Brücke über Wasserlauf (Strecke außer Betrieb) |                      | Côle                                                       | Côle                                                       |
| Bahnhof (Strecke außer Betrieb) | 560,143              | Saint-Jean-de-Côle                                         | 163 m                                                      |
| | 564,500              | Ende der Entwidmung                                        | Ende der Entwidmung                                        |
| Abzweig geradeaus und von links | 565,200              | Carrière de Planeaulx                                      | Carrière de Planeaulx                                      |
| Abzweig geradeaus und von links |                      | Bahnstrecke Limoges-Bénédictins–Périgueux von Limoges-B.   | Bahnstrecke Limoges-Bénédictins–Périgueux von Limoges-B.   |
| U-Bahn-Strecke von rechts · Strecke |                      | Bahnstrecke Saint-Yrieix-La-Perche–Thiviers (Meterspur)    | Bahnstrecke Saint-Yrieix-La-Perche–Thiviers (Meterspur)    |
| U-Bahn-Kopfbahnhof Streckenende · Bahnhof | 567,250              | Thiviers                                                   | 253 m                                                      |
| Abzweig ehemals geradeaus und nach rechts |                      | Bahnstrecke Limoges-Bénédictins–Périgueux nach Périgueux   | Bahnstrecke Limoges-Bénédictins–Périgueux nach Périgueux   |
| Strecke (außer Betrieb) |                      | Bahnstrecke Thiviers–Saint-Aulaire nach Brive-la-Gaillarde | Bahnstrecke Thiviers–Saint-Aulaire nach Brive-la-Gaillarde |

Die Bahnstrecke Quéroy-Pranzac–Thiviers war eine 62,7 Kilometer lange Bahnstrecke, die den Ballungsraum von Angoulême im Département Charente mit Thiviers im Département Dordogne verband. Der Personenverkehr wurde auf ihr zwischen 1892 und 1940 aufrechterhalten. Sie ist seit 1985 stillgelegt.

## Beschreibung

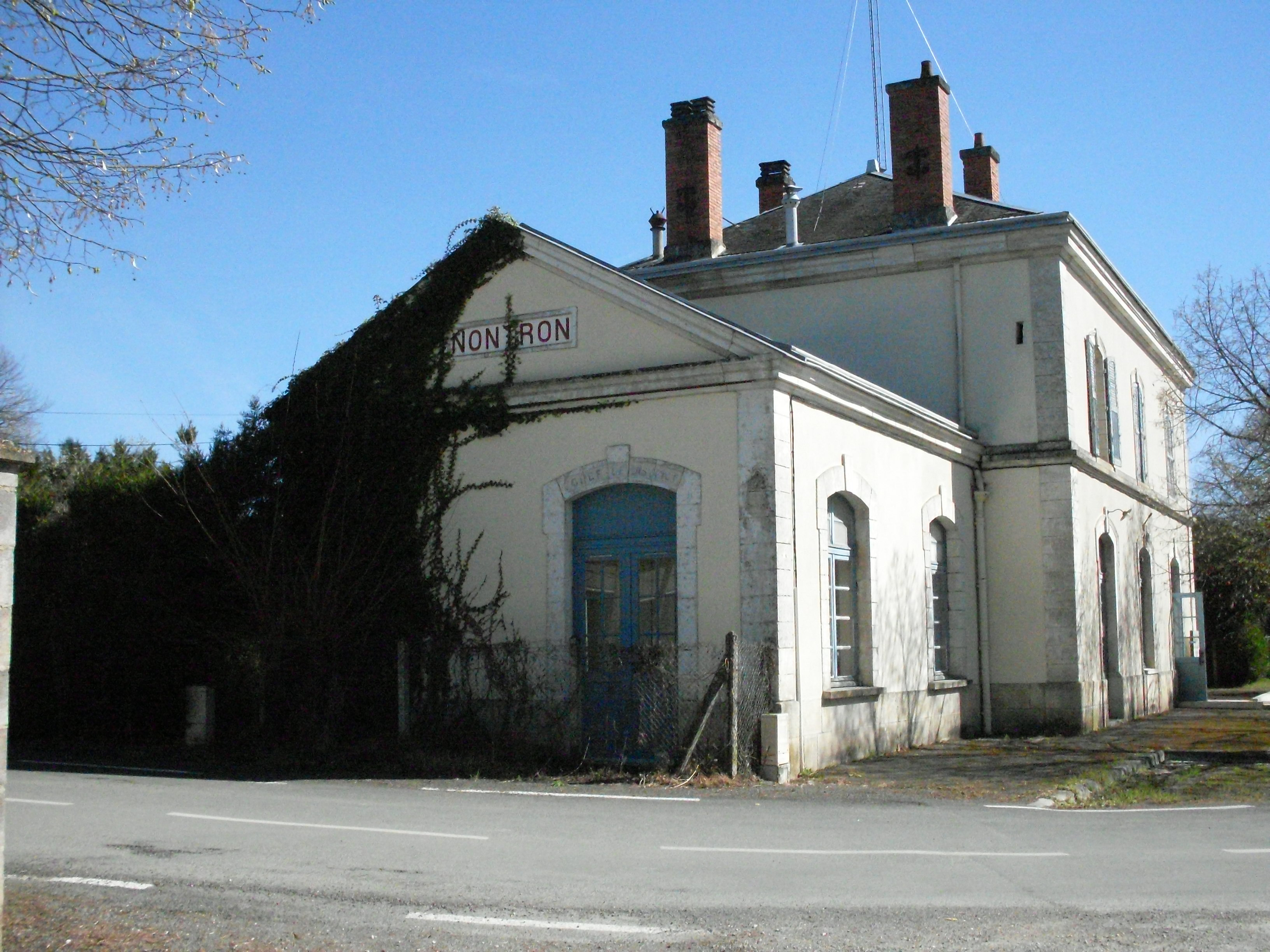
Bahnhof von Nontron

Die Bahnstrecke Angoulême-Nontron-Thiviers (französisch Ligne du Quéroy-Pranzac à Thiviers) war eingleisig und nicht elektrifiziert. Ihre Spurweite betrug 1435 Millimeter, ihre maximale Neigung 16 ‰. Sie verband den Bahnhof von Quéyroi-Pranzac im Osten Angoulêmes mit dem Bahnhof von Thiviers. Der Bahnhof von Quéroy-Pranzac liegt an der Bahnstrecke Limoges-Bénédictins–Angoulême, der von Thiviers an der Bahnstrecke Limoges-Bénédictins–Périgueux. Wichtiger Zwischenaufenthalt war Nontron im Périgord vert, Subpräfektursstadt des Départements Dordogne. Die Bahnstrecke bildete den westlichen Teilabschnitt der Verbindung von Angoulême mit Brive-la-Gaillarde im Département Corrèze.
Die Bahnstrecke wird noch immer unter der Nummer 617 000 im nationalen Eisenbahnverzeichnis Frankreichs geführt. Nur 2,7 Kilometer der einstigen Strecke stehen selbst heute noch bei Thiviers unter Benutzung (Zufahrt zum Steinbruch von Planeaulx).
Beim Bau der Bahnstrecke waren zahllose Straßen- und Wegeunter- aber auch -überführungen angefallen, mehrere Brücken über den Bandiat (so der 131 Meter lange Viaduc du Refuge von Saint-Martial-de-Valette und der 168 Meter lange Viaduc sur le Bandiat von Nontron), der 108 Meter lange Viaduc de la Dronne über die Dronne in Saint-Pardoux-la-Rivière und die Brücke über die Côle in Saint-Jean-de-Côle. Auch ein 444 Meter langer Tunnel (Tunnel de Nontron) war notwendig geworden, welcher südöstlich von Nontron einen Höhenrücken durchfuhr.
Die Fahrzeit der knapp 40 Kilometer zwischen Quéroy-Pranzac und Nontron betrug im Jahr 1888 zwischen 60 und 70 Minuten. Über Magnac-Touvre und Ruelle konnte Angoulême in knapp 30 Minuten erreicht werden. Es waren drei Personenklassen vorhanden.

## Geschichte

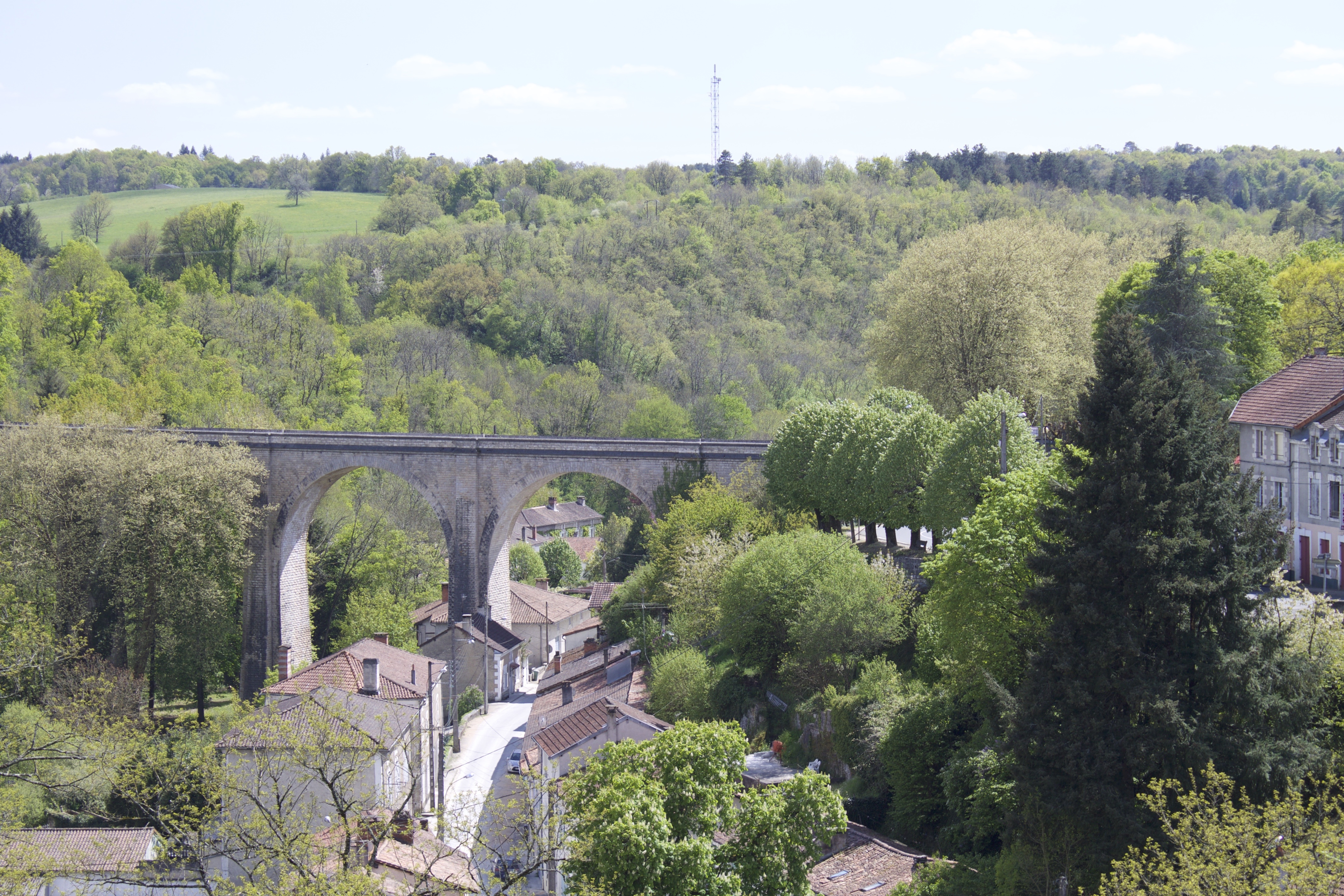
Bahnbrücke über das Bandiattal in Nontron

Die Anfänge der Bahnstrecke Angoulême-Nontron-Thiviers gehen bis ins Jahr 1868 zurück, als am 18. Juli zwischen dem damaligen Minister für Landwirtschaft, Handel und Öffentliche Arbeiten und der Compagnie des chemins de fer des Charentes ein Nutzungsabkommen geschlossen wurde, das noch am gleichen Tag mit kaiserlichem Erlass (N° 16273) bestätigt wurde. Ein erneuter Erlass vom 6. April 1870 (N° 17665) hielt den öffentlichen Nutzen der Strecke fest und legalisierte somit die Konzession.
Ursprünglich sah ein von Louis Latrade 1870 ausgearbeitetes Projekt jedoch vor, Montauban über Cahors und Sarlat mit Angoulème zu verbinden. Die Entscheidung fiel dann aber auf Brive, das in zwei Teilstücken von Angoulème aus erreicht werden konnte – Quéroy-Pranzac–Thiviers und Thiviers–Brive-la-Gaillarde.
Im Jahr 1878 übernahm der französische Staat die Compagnie des chemins de fer des Charentes und übertrug dann die Konzession am 28. Juni 1883 an die Compagnie du chemin de fer de Paris à Orléans (PO) – was am 20. November desselben Jahres mit gesetzlichem Erlass (N° 14217) verankert wurde.
Das erste Teilstück der Bahnstrecke war ab 1881 in Betrieb genommen worden. Der Bahnhof in Nontron wurde im August 1883 eröffnet. Der letzte Abschnitt von Nontron bis Thiviers wurde jedoch erst ab dem 30. Mai 1892 befahren (der große Viadukt über das Bandiattal in Nontron war 1887 fertiggestellt worden). Das zweite Teilstück Thiviers–Brive folgte dann im August 1897.
Die PO hielt ihre Konzession bis Ende 1937 aufrecht, wurde aber dann 1938 von der staatlichen SNCF abgelöst, welche den Personenverkehr am 27. Juni 1940 beendete. Der Güterverkehr wurde noch fortgesetzt, jedoch dann ab 1965 sukzessive abschnittsweise eingestellt:
- Teilstrecke von Nontron nach Saint-Pardoux-la-Rivière (Streckenkilometer PK 540,600 bis PK 546,000) – Stilllegung am 7. Dezember 1965. Bestätigt in einem Erlass vom 7. Dezember 1965.
- Teilstrecke von Saint-Pardoux-la-Rivière nach Thiviers (Streckenkilometer PK 546,000 bis PK 564,500) – Stilllegung am 1. Februar 1971. Bestätigt in einem Erlass vom 22. Februar 1991.
- Teilstrecke von Marthon nach Nontron (Streckenkilometer PK 518,200 bis PK 540,600) – Stilllegung im Jahr 1975. Bestätigt in einem Erlass vom 18. Februar 1976.
- Teilstrecke von Quéroy-Pranzac nach Marthon (Streckenkilometer PK 501,234 bis 518,200) – Stilllegung am 1. November 1985. Bestätigt in einem Erlass vom 9. Dezember 1992.

### Sekundärbahnen
In Saint-Pardoux-la-Rivière und in Thiviers bestand zwischen 1890 und 1949 Anschluss an das Netz von Sekundärbahnen im Meterspur, die von der Gesellschaft Tramways de la Dordogne (TD) betrieben wurde. Sie war in Périgueux ansässig und baute Strecken in alle Himmelsrichtungen. Nach Norden ging die 91 km lange Bahnstrecke nach Saint-Mathieu, die dort Verbindung zur Chemins de fer départementaux de la Haute-Vienne (CDHV) in Richtung Limoges hatte. Eine andere Strecke der Gesellschaft führte nach Osten bis Saint-Yrieix-la-Perche und von dort südwestlich zurück nach Thiviers.
Während die beiden Strecken St.-Pardoux–St.-Mathieu und St. Yrieix–Thiviers nur von 1912 bis 1934 in Betrieb waren, verkehrten auf der 1890 in Betrieb genommenen Strecke Périgueux–St.-Pardoux über Brantôme Züge noch bis 1949.

## Heutige Verwendung

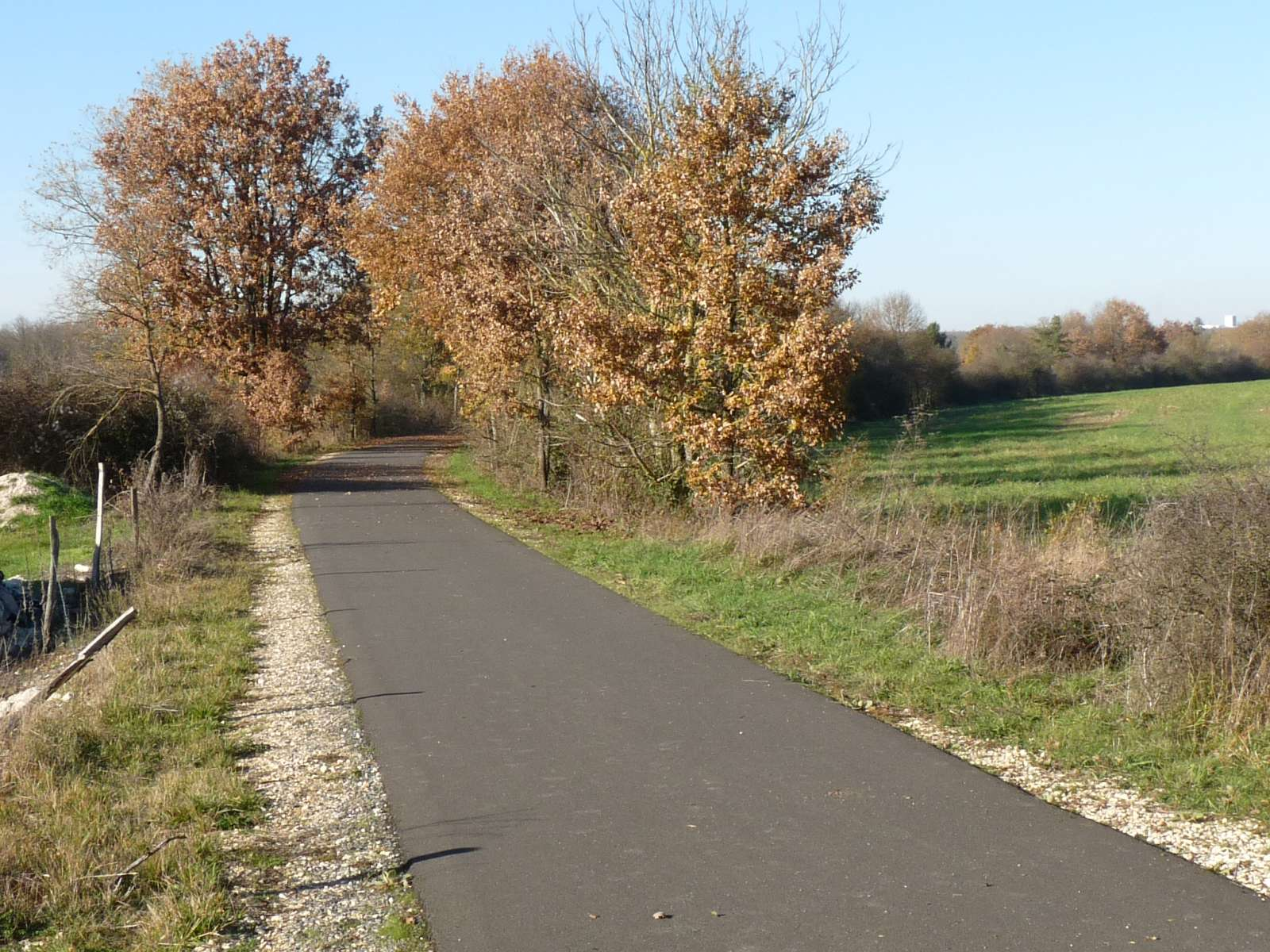
Geteerter Fahrradweg von Pranzac nach Feuillade

Die Bahntrasse der Strecke Quéroy-Pranzac–Thiviers wurde nach Entfernen des Gleiskörpers in Fahrrad- oder Wanderwege verwandelt. So dient sie jetzt im Département Charente zwischen Pranzac und Feuillade als teilweise geteerter Fahrradweg. Eine Verlängerung bis nach Nontron wird erwogen. Im Département Dordogne fungiert sie zwischen Saint-Pardoux-la-Rivière und den Steinbrüchen von Planeaulx bei Thiviers als voie verte (grüner Weg), d. h. als Wanderweg. Zwischen Saint-Jean-de-Côle und Saint-Romain-et-Saint-Clément wurde im Oktober 2016 ein Lehrpfad Sentier de la loco (Lokomotivenweg) eingeweiht.